# Кузьминцы (Гайсинский район)
Кузьми́нцы (укр. Кузьминці) — село на Украине, находится в Гайсинском районе Винницкой области. Первоначальное название — Златополь. Первое письменное упоминание относится к 1500 году.
Код КОАТУУ — 0520883003. Население по переписи 2001 года составляет 871 человек. Почтовый индекс — 23712. Телефонный код — 4334.
Занимает площадь 4,098 км².
В селе родился Полный кавалер ордена Славы Павел Потапенко и проживал последние годы жизни Герой Советского Союза Александр Черноморец.

## Адрес местного совета
23712, Винницкая область, Гайсинский р-н, с. Кузьминцы, ул. Слобода, 13